# Curichon
Curichon ist eine Ortschaft im Departamento Pando im südamerikanischen Anden-Staat Bolivien.

## Lage im Nahraum
Curichon ist eine Ortschaft des Kanton Chivé im Municipio Filadelfia in der Provinz Manuripi und liegt auf einer Höhe von 230 m. Die Ortschaft liegt fünfzehn Kilometer südlich des Río Manuripi, 55 Kilometer nördlich des Río Madre de Dios im Süden und vierzig Kilometer östlich der peruanisch-bolivianischen Grenze.

## Geographie
Curichon liegt im bolivianischen Teil des Amazonasbeckens, nordöstlich vorgelagert den Ausläufern der peruanischen Cordillera Oriental im tropischen Regenklima der Äquatorialzone.
Die mittlere Durchschnittstemperatur der Region liegt bei knapp 26 °C und schwankt sowohl im Jahres- wie im Tagesverlauf nur unwesentlich, nur in den trockenen Wintermonaten von Juni bis August liegt sie aufgrund der nächtlichen Wärmeabstrahlung bei offener Wolkendecke geringfügig niedriger (siehe Klimadiagramm Porvenir). Der Jahresniederschlag beträgt etwa 1.900 mm und weist während der Regenzeit über mehr als die Hälfte des Jahres Monatswerte zwischen 150 und 300 mm auf, nur in der kurzen Trockenzeit von Juni bis August sinken die Niederschläge auf Monatswerte unter 50 mm.

## Verkehrsnetz
Curichon liegt in einer Entfernung von 133 Straßenkilometern südlich von Cobija, der Hauptstadt des Departamentos Pando.
Von Cobija führt die asphaltierte Nationalstraße Ruta 13 in südlicher Richtung bis Porvenir und von dort aus weiter in östlicher Richtung über weitere 337 Kilometer bis El Triangulo im Departamento Beni, wo sie auf die nord-südlich verlaufende Ruta 8 von Guayaramerín nach Rurrenabaque trifft.
Porvenir ist gleichzeitig Anfangspunkt der Ruta 16, die über Cachuelita Bajo, Filadelfia und Empresiña nach Buyuyo und weiter über Espíritu, Holanda (Pando) und San Silvestre nach Curichon und vorbei an San Antonio del Chivé, Luz de America und Florida nach Chivé führt. Nach Fertigstellung der Verlängerung südlich von Chivé soll die Ruta 16 einmal das gesamte westliche Tiefland im Grenzraum zu Peru erschließen.

## Bevölkerung
Die Einwohnerzahl der Ortschaft ist zwischen den letzten beiden Volkszählungen auf fast das Doppelte angestiegen:
| Jahr | Einwohner   | Quelle       |
| ---- | ----------- | ------------ |
| 1992 | keine Daten | Volkszählung |
| 2001 | 134         | Volkszählung |
| 2012 | 238         | Volkszählung |
| 2024 |             | Volkszählung |